# Borgo Rivola
Borgo Rivola is een plaats (frazione) in de Italiaanse gemeente Riolo Terme.